# Mistrovství Evropy v raftingu 2012
Mistrovství Evropy v raftingu 2012 se uskutečnil ve dnech 28. srpna až 2. září 2012 na Vltavě v Loučovicích pod Lipenskou přehradou, ve Vyšším Brodě a v Lipnu nad Vltavou. Jednalo se o mistrovství mužů i žen na čtyřmístných a šestimístných raftech, které se koná v rámci Devils extréme race. Kromě toho se zde uskutečnilo i mistrovství světa juniorů a veteránů v raftingu.
Akci pořádal Svaz vodáků České republiky ve spolupráci s výše uvedenými obcemi a Jihočeským krajem  na řece Vltavě v Čertových proudech u Loučovic na trati na Vltavě mezi lipenskou hrází železniční a zastávkou za Čertovou stěnou. Celá tato trať měří téměř 9 kilometrů.

## Program
- středa 29. 8.: trénink – slalom, sjezd
- čtvrtek 30. 8.: závody – sprint R4, H2H R4 (time trial)
- pátek 31. 8.: závody – sprint R6, H2H R6
- sobota 1. 9.: závody – slalom R6 a R4
- neděle 2. 9.: závody – sjezd R6 a R4